# Tongba
El tongba és una beguda alcohòlica a base de mill que s'elabora a la regió muntanyosa oriental del Nepal i les regions índies veïnes de Sikkim i Darjeeling. És la beguda tradicional del poble limbu, dels kirati i de moltes altres ètnies del Nepal. Pels limbu, el tongba és important culturalment i religiosa; oferir-lo és una mostra de respecte a un convidat, i la beguda també és un element important en ocasions especials i festivals.

## Preparació
El mot tongba en realitat fa referència al nom del recipient que conté la beguda de mill fermentada coneguda com mandokpenaa thee. La beguda es prepara cuinant i fermentant mill integral. El mill cuit es refreda i es barreja amb khesung, que és la font de floridura, bacteris i llevats. A continuació, es recull la massa i es col·loca en una cistella de bambú teixit folrada amb fulles verdes o plàstic, es cobreix amb plecs de tela gruixuts i es deixa romandre en un lloc càlid durant un o dos dies, depenent de la temperatura. A continuació, la massa dolça s'empaqueta bé en una olla de terrissa o en pots de plàstic i l'obertura se sol tancar per a evitar que entri aire. Després d'entre 7 i 15 dies, també depenent de la temperatura, la fermentació s'ha completat i la massa esdevé mandokpenaa thee.
El temps que el mandokpenaa thee es deixa romandre a l'olla després de la finalització de la fermentació condueix a la seva maduració. Mentre madura, els sabors s'intensifiquen però es tornen més suaus. Tradicionalment, s'emmagatzema durant uns sis mesos.

## Consumició
Quan està madur, el mill fermentat es posa en un recipient, el tongba, que després s'omple amb aigua bullent. Després es deixa reposar durant uns cinc minuts abans de consumir-lo. Una fina palla de bambú amb un extrem cec, però perforada al costat per actuar com a filtre, s'introdueix al recipient per a xuclar l'aigua tèbia i l'alcohol dels grans de mill. S'afegeix més aigua calenta a mesura que el tongba s'asseca i el procés es repeteix fins que s'esgota l'alcohol.